# گراماتولوژی
گراماتولوژی (به انگلیسی: Of Grammatology) یا از دستور زبان، کتاب ژاک دریدا فیلسوف فرانسوی است که در سال ۱۹۶۷ منتشر شد. این کتاب که ایده واسازی را سرچشمه می‌گیرد، پیشنهاد می‌کند که در سراسر فلسفه قاره‌ای، به‌ویژه فیلسوفانی که با ایده‌های زبان‌شناختی و نشانه‌شناختی درگیر هستند، نوشتار به اشتباه به‌عنوان مشتق از گفتار، در نظر گرفته شده‌است، و آن را «سقوط» از «حضور کامل» و عمل مستقل نوشتن واقعی گفتار می‌سازد.

## زمینه
این اثر در ابتدا توسط دریدا به‌عنوان پایان‌نامه دکترای تخصصی (به کمک موریس دو گاندیلاک) باعنوان کامل گراماتولوژی: مقاله‌ای در باب ماندگاری مفاهیم افلاطونی، ارسطویی و مکتبی نشانه نوشتاری (به فرانسوی: Of Grammatology: Essay on the Permanence of Platonic, Aristotelian and Scholastic Concepts of the Written Sign) ناموفق ارائه شد.

## خلاصه
دریدا در گراماتولوژی از نویسندگانی مانند کلود لوی-استروس فردینان دو سوسور، ژان-ژاک روسو، اتین بونو دو کندیاک لوئی ترول یلمسلف، امیل بنونیست، مارتین هایدگر، ادموند هوسرل، رومن یلکوبسن، یاکوفریب، گوتفرید لایبنیتس، آندره لورا-گوران و ویلیام واربرتون در طول کار، فلسفه‌های زبان و عمل نوشتاری ارائه‌شده توسط این نویسندگان را واسازی می‌کند. آنچه را که صدا محوری می‌نامد شناسایی می‌کند، و تعداد بی‌شماری آپوریا و حذف به قرینه را نشان می‌دهد که این امر آن‌ها را به سمت آن‌ها سوق می‌دهد. دریدا از توصیف آنچه او به‌عنوان نقد کار این متفکران نظریه‌پردازی می‌کند اجتناب می‌کند، اما با این وجود او خواستار علم جدیدی از «دستور زبان» است که سؤالاتی را که او در مورد چگونگی نظریه‌پردازی عمل نوشتن مطرح می‌کند، بررسی کند.
گراماتولوژی بسیاری از مفاهیمی را معرفی کرد که دریدا در کارهای بعدی، به‌ویژه در رابطه با زبان‌شناسی و نوشتن، به کار برد.

### سوسور و ساختارگرایی
کتاب با خوانش ساختارگرایی زبانی سوسور که در دروسی در زبان‌شناسی عمومی ارائه شده‌است، و به‌ویژه نشانه‌های زبانی آغاز می‌شود که برای سوسور دارای دو جزء مجزای صدا و معنا هستند. این اجزاء را دال و مدلول نیز می‌نامند.
دریدا از سوسور نقل می‌کند: «زبان و نوشتار دو نظام مشخص از نشانه‌ها هستند؛ دومی تنها به این منظور وجود دارد که نشان‌دهنده اولی باشد». دریدا با برجسته کردن پویایی نامتعادل بین گفتار و نوشتار که سوسور از آن استفاده می‌کند، این ایده را ارائه می‌دهد که نمادهای نوشتاری در واقع به خودی خود دال‌های مشروع هستند و نباید به‌عنوان فرعی یا مشتق نسبت به گفتار شفاهی در نظر گرفته شوند.

### خوانش روسو
بخش اعظم نیمه دوم گراماتولوژی شامل خوانش مداوم ژان-ژاک روسو، به‌ویژه انشا در مورد منشأ زبان‌ها است. دریدا روسو را بر حسب آن‌ه او «منطق تکمیلی» می‌نامد، تحلیل می‌کند،

## بازخورد
گراماتولوژی یکی از سه کتابی است که دریدا در سال ۱۹۶۷ منتشر کرد و باعث شهرت او شد. دو مورد دیگر عبارتند از گفتار و پدیده‌ها و نوشتار و تفاوت. گراماتولوژی را متنی بنیادی برای نقد ساختارشکنی نامیده‌اند.
ایان همیلتون گرانت، گراماتولوژی ژاک دریدا را با کتاب‌های ضد ادیپ (۱۹۷۲) ژیل دلوز   فلیکس گاتاری ، کاوش زن دیگر (۱۹۷۴) لوس ایریگاره، اقتصاد لیبیدینی (۱۹۷۴) ژان-فرانسوا لیوتار و تبادل نمادین و مرگ (۱۹۷۶) اثر ژان بودریار مقایسه کرده‌است. با اشاره به این‌که مانند آن‌ها پاسخی به زوال ساختارگرایی به‌عنوان یک گفتمان فکری مسلط است، و بخشی از پساساختارگرایی را تشکیل می‌دهد.

## برای مطالعه بیش‌تر
- بردلی، آرتور. گراماتولوژی دریدا (ادینبورگ: انتشارات دانشگاه ادینبورگ، ۲۰۰۸).
- کولر، جاناتان. در مورد ساختارشکنی (ایتاکا: انتشارات دانشگاه کرنل، ۱۹۸۲).
- د من، پل. «بلاغه نابینایی: خوانش ژاک دریدا از روسو»، در کوری و بینش: مقالاتی در بلاغت نقد معاصر (مینیاپولیس: انتشارات دانشگاه مینه‌سوتا، ۱۹۸۳، چاپ دوم) ۱۰۲–۴۱.
- هریس، روی. مترجمان سوسور (ادینبورگ: انتشارات دانشگاه ادینبورگ، ۲۰۰۱) ۱۷۱–۱۸۸.